# Jean-Marc Volta
Pour les articles homonymes, voir Volta.
Jean-Marc Volta, né le 30 juillet 1951 à Tucquegnieux (Meurthe-et-Moselle), est un clarinettiste français, spécialiste de clarinette basse et photographe.

## Biographie
Jean-Marc Volta commence l'étude de la clarinette à 5 ans avec M. Bianconi en 1958.
Il est l'élève de Jacques Genvrin au Conservatoire de Metz à partir de 1962 et de Jacques Millon, son professeur de clarinette basse et clarinette basse à l'orchestre de l'Opéra national de Paris.
En 1972, il est  admis au Conservatoire national supérieur de musique de Paris dans la classe de Ulysse Delécluse (clarinette) et de Christian Lardé (musique de chambre) et est diplômé en 1975.
En 1976, il commence sa carrière à la Musique de la Garde républicaine, puis au Nouvel Orchestre philharmonique comme 2e soliste. En 1977, il devient premier soliste à l’Orchestre national de France.
Il est membre du Quintette à vent de France et de l’Octuor à vent français (1977-1984).
Il a longtemps enseigné au Conservatoire du 13e arrondissement de Paris où il a créé la première classe de clarinette basse de la Ville de Paris. Il a formé de nombreux musiciens tels Morenn Nedellec, Pascal Beauvineau, Laurent Boulanger, Renaud Guy-Rousseau, Martial Hugon ...
Jean-Marc Volta est clarinette basse solo de l'Orchestre national de France jusqu’en 2012.
En 1990, Jean-Marc Volta forme le Trio Européen de Luxembourg avec Carlos Dourthé et Walter Civitaréale.
Il participe à de nombreux festivals (Aix, Orange, Montpellier, Paris, Côte d’Opale, Luxembourg, ...).
Jean-Marc Volta joue la Gran Partita de Mozart avec le chef britannique Jeffrey Tate puis à nouveau en 2000 avec Riccardo Muti au Théâtre des Champs-Élysées.
Il a écrit une méthode qui fait référence pour l'apprentissage de la clarinette basse, instrument qui est rarement enseigné dans les conservatoires.
Jean-Marc Volta dirige la collection Calamus aux éditions International Music Diffusion.
Il est également photographe et réalise des reportages lors de ses déplacements musicaux (théâtres, opéras, festivals…). Il réalise également des commandes. Il expose, notamment à la BNF François Mitterrand en octobre 2018 sur le thème de « Debussy, l’écho d’une guerre ».
Il est essayeur-concepteur de nouveaux modèles de clarinettes (clarinette basse, cor de basset, clarinette alto ...) pour la manufacture d'instrument Buffet-Crampon.
En 1998, il participe à la convention ClarinetFest organisée par l’ICA (Colombus, Ohio, USA) avec Philippe Berrod.

## Discographie
- Mozart, 
  - Vocal duet, trios, and quartets Tinton, Falls, N.J. (Musical Heritage Society, 1981),
  - les nocturnes de Mozart avec le Lieder Quartett (Arion).
- Ravel, 
  - Coffret 10 CDs (Erato ECD75363 (coffret) : RC 650, 1987),
  - poèmes de Stéphane Mallarmé mis en musique par Ravel (Erato).
- Beethoven, Trios avec Clarinette, Trio Européen de Luxembourg avec Carlos Dourthé et Walter Civitaréale (Quantum QM 6940, 1992).
- Patrice Sciortino, Kaleidophone; Calamus; Signatures ... (Rhodanienne d'enregistrements magnétiques, 1992).
- Georges Bœuf, Le vol de Cornélius, pour cor de basset et quatuor à cordes op.51 (1990); création (cdmc, 1993).
- « Portraits » avec le Classic Jam Quartet: Fabrice Moretti (saxophones soprano et alto), Philippe Chagne (saxophone alto), Olivier Defays (saxophone ténor), Jean-Marc Volta (clarinette basse), (Klarthe, 2018)[9].

## Arrangement
- Bach, 
  - Inventions à deux voix (clavecin), vol. 1, BWV 772 à BWV 778, arrangement pour 2 clarinettes si  et/ou basse, (IMD226).
  - Inventions, vol. 2, BWV 779 à BWV 786, (IMD227).
- Brahms, Sonate n°1 en mi mineur op. 38 pour violoncelle et piano, arrangement pour clarinette basse et piano (IMD799).
- Glinka, Trio pathétique en ré mineur, arrangement pour clarinette si , clarinette basse, piano (ou violon, violoncelle ou basson, piano) (IMD 511).
- Robert Schumann,
  - Adagio et Allegro (en) op. 70 pour cor (ou violon ou violoncelle) et piano, transcription pour clarinette basse (ou en si ) et piano (IMD582).
  - 5 stücke im volkston op. 102 / 5 pièces populaires pour violoncelle et piano, transcription pour clarinette basse et piano (IMD593).

### Musique
- (fr + en) La clarinette basse - Méthode par Jean-Marc Volta. Collection Calamus. Editions International Music Diffusion (IMD193, 1996).
- (fr)Tablatures pour clarinette soprano par Jean-Marc Volta. Collection Calamus. Editions International Music Diffusion (IMD204)
- (fr)Tablatures pour clarinette basse par Jean-Marc Volta. Collection Calamus. Editions International Music Diffusion (IMD205)

### Photographie
- Images sonores Photographies de Jean-Marc Volta. Textes de Patrice Sciortino. Editions Les Harpes Camac
- L'obscure clarté de l'Indre Terres et Ciels Indriens de Jean-Marc Volta